# Szabolcs Székely
Szabolcs Gergely Székely (sinh ngày 29 tháng 6 năm 1985) là một cầu thủ bóng đá người România thi đấu ở vị trí tiền đạo cho CSM Lugoj.